# ETV特集
ETV特集（日語：ETVとくしゅう）是日本NHK教育頻道播出的一個紀錄片節目。該節目是NHK教育唯一的定時紀錄片節目，自1985年4月1日開始播出，最初是自每週一至週五在晚間20時播出的帶狀節目，名為「ETV8」。2003年後，該節目改為每週播出一期。雖然NHK教育頻道在2011年更名為Eテレ，但該節目未有更名。

## 外部連結
- ETV特集 （页面存档备份，存于） (官方網站)
- ETV8 - NHK放送史（日本放送协会）（日語）

- ETV8 森敦 マンダラ紀行 - NHK放送史（日本放送协会）（日語）

- 現代ジャーナル - NHK放送史（日本放送协会）（日語）

- 教育テレビスペシャル - NHK放送史（日本放送协会）（日語）

- ETV特集 - NHK放送史（日本放送协会）（日語）

- ETV2000 - NHK放送史（日本放送协会）（日語）

- ETVスペシャル - NHK放送史（日本放送协会）（日語）